# Tigre (grupa etniczna)
Tigre – grupa etniczna zamieszkująca Erytreę oraz południową część sudańskiej Prowincji Morza Czerwonego. Istnieją także duże diaspory Tigra w Norwegii, Wielkiej Brytanii i Kanadzie. Ich populację szacuje się na ponad 1,1 miliona i stanowią jedną piątą populacji Erytrei. Są blisko spokrewnieni z Tigrajczykami i Bedża. Posługują się semickim językiem tigre.
Tradycyjnie są koczowniczymi pasterzami. Wyróżniają się od innych plemion tym, że posiadają dziedzicznych niewolników. Częściowo przesiedlili się na obszar Sudanu w poszukiwaniu pastwisk i wody. Hodują bydło, kozy, owce i wielbłądy. Osiadła ludność uprawia na polach kukurydzę, sorgo, pszenicę, jęczmień, rośliny strączkowe i siemię lniane.
Niegdyś byli chrześcijanami, dziś wyznają islam w odmianie sunnickiej. Większość Tigre przeszła na islam w XIX wieku, pod wpływem arabskich misjonarzy.